# 1128

سنة 1128 كانت سنة كبيسة تبدأ يوم الأحد (سوف يظهر الرابط التقويم الكامل للعام) حسب التقويم اليولياني.

## مواليد
- علي بن محمد ابن الوليد داعي مطلق الخامس من دعاة يمن المستعلي ومن أصحاب التأويل الإسماعيلي.

## وفيات
- ابن تومرت
- قطب الدين محمد